# Konchologie

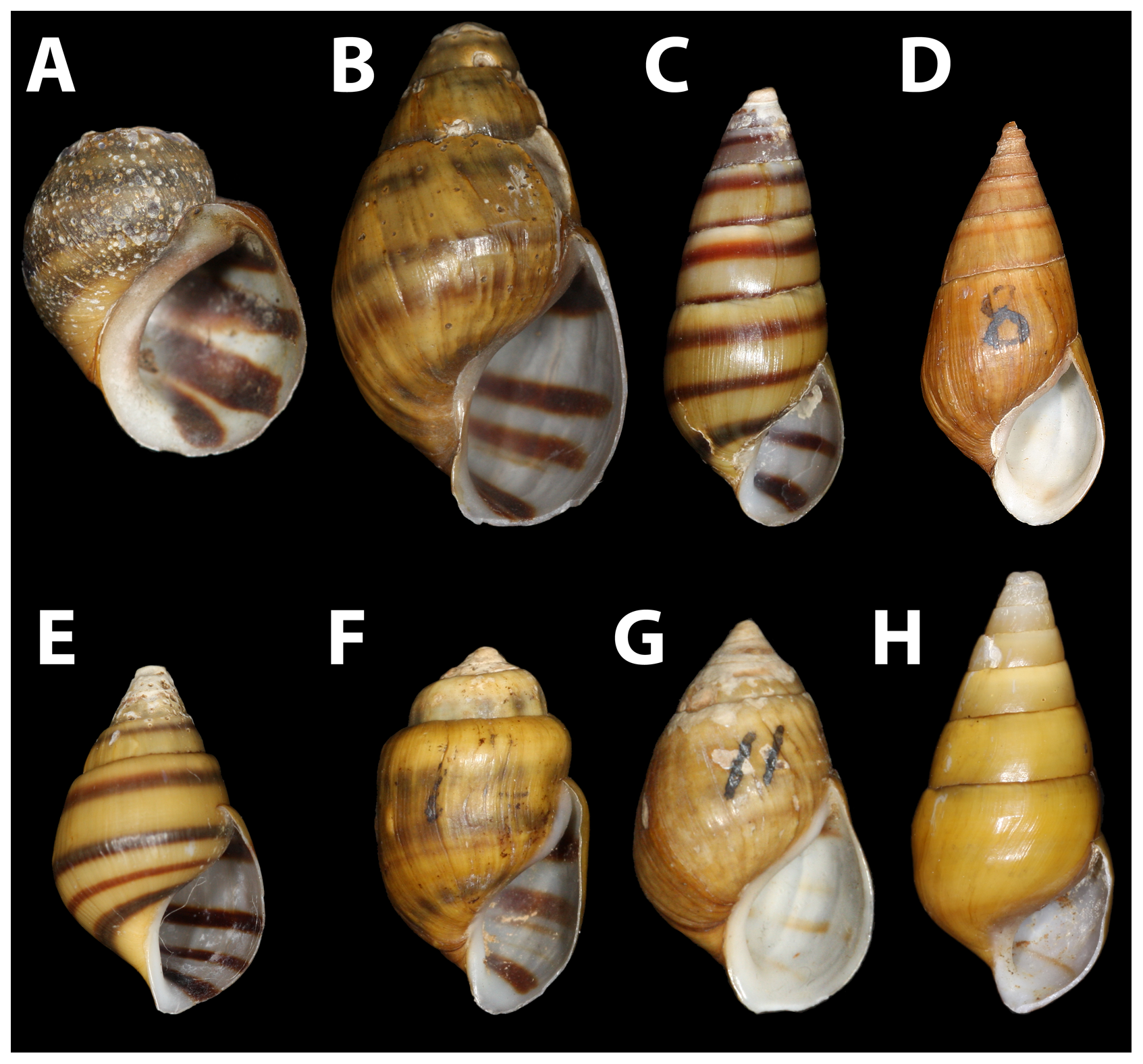
Schránky z čeledi Pleuroceridae.

Konchologie je sběr a studium schránek měkkýšů jako součást malakologie.
Konchologové (lidé zabývající se konchologií) studují schránky měkkýšů aby porozuměli biodiverzitě a taxonomii měkkýšů nebo jednoduše oceňují jejich estetickou hodnotu.